# Epiklese
Epiklese, Oudgrieks: ἐπίκλησις / epíklêsis, soms ook epiclese geschreven, is een woord uit het Grieks, dat bijnaam en aanroeping betekent. Het werd gebruikt om de heidense goden uit de klassieke oudheid aan te roepen, maar werd later het onderdeel van de christelijke liturgie waarin de Heilige Geest wordt aangeroepen.

## Oudheid
Epiklese kan worden vertaald met bijnaam, benaming, aanroeping, beroep doen en aanroepen.
Een epiklese was in de oudheid een epitheton toegevoegd aan de naam van een godheid. Dit epitheton diende om het aspect te preciseren van de godheid waarvoor men deze vereerde. Er waren verscheidene types epitheta:
- toponymisch - genoemd naar de plaatsnaam waar de tempel van de cultus is gevestigd, en meer specifiek, genoemd naar de naam van de polis van oorsprong,
- topografisch - deze duidde het natuurlijke kader van de cultus aan,
- utilitair - genoemd naar de daden van de godheid,
- mythologisch - genoemd naar de mythen verbonden met de godheid,
- liturgisch - deze verwijst naar een bijzondere rite.

Een godheid had vaak meer epikleses. Bijvoorbeeld de godin Pallas Athena:
- Pallas : wijze,
- Nikè : overwinnaar of die de overwinning brengt,
- poliade: verdedigster van de polis,
- hygeia: die waakt over de gezondheid van de familie.

Haar verschillende namen hierbij zijn Pallas Athena, Athena Nikè, Athéna poliade en Athéna hygeia.

## Katholieke Kerk en Orthodoxie
De epiklese is het gebed in de katholieke eucharistieviering, waarin de priester de Vader smeekt de Heilige Geest te zenden, opdat de offergaven het lichaam en bloed van Christus worden en de gelovigen, door ze te ontvangen, zelf een levende offerande aan God worden.
De epiklese vormt de opmaat naar de consecratie en samen vormen ze het hoogtepunt van het eucharistisch gebed waarin het kruisoffer van Christus opnieuw tegenwoordig wordt gesteld en Hijzelf werkelijk aanwezig komt in de gaven, de hostie en de wijn.
In de orthodoxe traditie is de epiklese het heilige moment van de liturgie. In de Rooms-Katholieke traditie is dat de consecratie, het verheffen van het brood en de wijn. Ook in andere orthodoxe tradities is de Epiklese het heilige moment. Zo wordt in Byzantijnse liturgieën tijdens de Epiklese door de diaken met grote waaiers, ripidia, gezwaaid om het zweven van de Heilige Geest zichtbaar te maken. In de orthodoxe liturgie wordt door de priester tijdens de geloofsbelijdenis met een velum gewaaid om het waaien van de Heilige Geest uit te beelden.

## Protestantisme
Bij protestanten wordt met het woord de neerdaling van de Heilige Geest bedoeld. Tijdens een gebed wordt deze gevraagd om neer te dalen in de woorden die uit, of naar aanleiding van, een tekst uit de Bijbel worden gelezen of gesproken, om de boodschap goed over te doen komen.